# Nu.Clear
Nu.Clear è il quarto EP coreano del gruppo femminile sudcoreano CLC. È stato pubblicato il 30 maggio 2016 da Cube Entertainment con "No Oh Oh" come singolo estratto. 
Il nome "Nu.Clear" rappresentano le parole "new" (in italiano "nuovo") e "clear" (dal nome delle CLC, ovvero CrystaL Clear), per l'aggiunta di Kwon Eun-bin al gruppo, con una nuova formazione di 7 membri.

## Tracce
1. What Planet Are You From? (어느 별에서 왔니?) – 3:10 (testo: Son Youngjin, Jo Sungho, Jang Ye-eun – musica: Son Youngjin, Jo Sungho)
2. No Oh Oh (아니야?) – 3:42 (Shinsadong Tiger, Beom & Nang)
3. One, Two, Three (하나, 둘, 셋?) – 3:36 (Seo EBum, Lee Sangchul, BPM)
4. Day By Day – 3:50 (testo: Big Sancho, Son Youngjin, Ferdy, Jang Yeeun – musica: Big Sancho, Son Youngjin, Ferdy)
5. Dear My Friend – 3:26 (Jo Sungho, Ferdy)
6. It's Too Late (진작에?) – 3:32 (testo: Ferdy, Jang Yeeun – musica: Ferdy)

## Classifiche
| Classifica (2016) | Posizione massima |
| ----------------- | ----------------- |
| Corea del Sud     | 16                |